# Club Deportivo Oro
El Club Deportivo Oro és un club de futbol mexicà de la ciutat de Guadalajara.

## Història
La fundació del club es remunta al 5 de gener de 1923, quan un grup de joiers del barri d'Oblatos, encapçalats per Albino Ruvalcaba i Felipe Martínez Sandoval, crearen un club de futbol per a competir a la Liga de Occidente. El club s'anomenà Club Oro.
No fou fins als anys 40 que el club guanyà els seus primers campionats de Jalisco. El 1942 el club és convidat a disputar la Lliga Amateur del Districte Federal, la més potent del país, juntament amb els altres clubs de Jalisco Guadalajara i Atlas. L'any següent, però, amb la creació de la Lliga mexicana de futbol, el club no hi és convidat i no és fins a la temporada 1944-1945, que debuta a la màxima categoria. No abandonà mai la categoria fins a la seva desaparició el 1970.
El club queda subcampió de lliga els anys 1947-48, 1953-54, 1955-56 i 1960-61, no essent fins a la temporada 1962-63 que es proclamà campió mexicà, per primer i únic cop.
Les temporades 1969 i 1970 el club és a un pas del descens, però aconsegueix mantenir la categoria en el darrer moment. Malgrat tot, el club ja no reeixiria. El mateix 1970, degut als problemes econòmics de l'entitat, és venut a un grup d'empresaris del sucre esdevenint 
Club Jalisco. Aquest club romangué a primera fins al 1979-1980, en què baixà a segona per a no retornar més a la màxima categoria.
Durant els anys 1995 - 1998 es creà un club que participà en la Segona Divisió amb el nom de Oro-Jalisco. L'equip també renasqué el 2004 amb el nom Oro CD, competint a Segona Divisió, i de nou el 2008 a la mateixa categoria.

## Estadis
El Club Deportivo Oro va jugar als estadis següents:
- 20 de juliol de 1930: Parque de Oblatos, també anomenat Parque Oro, i oficialment Estadi Felipe Martínez Sandoval
- 1960: Estadi Jalisco

## Jugadors destacats
Jugadors màxims golejadors:
- 1951-1952  Adalberto López 16 gols
- 1953-1954  Juan Carlos Carrera 21 gols
- 1955-1956  Héctor Hernández 25 gols
- 1962-1963  Amaury Epaminondas 19 gols
- 1964-1965  Amaury Epaminondas 21 gols

## Palmarès

### Era amateur
- Lliga Amateur de Jalisco (2): 1939-1940, 1942-1943

### Era professional
- Lliga mexicana de futbol (1): 1962-1963
- Campeón de Campeones (1): 1963